# Крумово (област Пловдив)
Вижте пояснителната страница за други значения на Крумово.
Крумово е село в Южна България. То се намира в община Родопи, област Пловдив.

## География
Село Крумово се намира в Тракийската низина, на 9 км югоизточно от Пловдив. Условно се разделя на две части: Старо село и Ново село. Река Марица преминава на около 8 км от него, а на 2 км. е река Чая. Местността е блатиста. Най-добре вирее лозевият масив познат като „Крумовски мавруд“. Виното, направено от него, е отличено с много награди и първи места в България.
Крумово е ЖП възел на линията Пловдив-Свиленград с разклонение за Асеновград. На 3 км от селото се намира и международното летище „Крумово“.

## История
Крумово е основано през 1639 година под името Паша махла, като поселище на работниците в местния турски чифлик, то започва своето начало с 5-6 къщи. По документите на Шахабедин паша то е било подчинено на с. Бресник(Кара агач). Жителите му са отивали там, за да се снабдят с необходимите документи по гражданско състояние, имотно положение и други. Според мнението на много стари хора и непотвърдени данни се допускало, че първите преселници около чифлика на пашата в земите на сегашното Крумово са от Кара агач. Тези обстоятелства, като административното ни подчинение и други, са давали основания на бресничани да изявяват големи претенции към землището и мерите на Крумово, да ги считат за свои и да заграбят някои от местностите на селото. Друго, което е давало основание на бресничани да считат, че са едно цяло с крумовци е общия кмет на двете села от Крумово - Дамян Филипов, който е ръководил българското население в Бресник, Куклен и Крумово в турско време. През 1885 г. Крумово от махала получава статус на село и самостоятелна административна власт, но въпреки това бресничани са продължавали да проявяват претенции към крумовските земи. Спорните граници на земите на Крумово със село Бресник са били причина и са давали повод за много съдебни дела, разправии и побоища. Постепенно селото се измества на изток, поради високите подпочвени води. През втората половина на 19 век през Крумово е прокарана железница. За първи кмет на Крумово след Освобождението е избран Лазар Тачев Рангелов, който често влизал в конфликти с бресничани, бранейки интересите и правата на селото, а след него Георги Драганов-Горето. През 1887 година е основано училището в селото. Днешното си име селото получава през 1890 година. През 1902 година за кмет е избран Спас Д.Спасов, от 1904 Георги Ставрев, от 1905 кмет е Костадин Щерев, от 1907 Тодор Колев, а от 1909 година Петър Стоилов, който с огромна енергия се заел да опазва границите на Крумово, но на 21 септември 1912 година в спор и лют бой кметът е убит от бресничани, така той отдава живота си за интересите на селото, през 1932 жителите на ближното село правят опити отново да завладеят част от Крумово, което дава поводи за нови сблъсъци и побоища, враждите между крумовци и бресничани продължават до 9 септември 1944 г. На място на загиналия за селото си Петър Стоилов застава Костадин Я. Щерев. От 1 декември 1913 г. кмет е Петко Костадинов-Барабата. През 1916 за кмет е избран Георги Ставрев, който от 1 януари 1919 г. е председател на тричленната комисия, а от 4 април 1919 г. неин председател е Иван Я. Щерев. От 1920 г. кмет е Янко Кръстев, от 1921 – Стоян Тачев, от 1 януари 1923 г.-Иван Г. Панайотов, от 14 юни 1923 г.- Крум Петров а от 1 януари 1924 г. Йордан Г. Щерев, който е убит на 13 август 1925 г. от неговия слуга-емигрант белогвардеец. Слад това на кметското място застава тогавашният помощник Тодор Делчев-Беяза. От 1 януари 1926 г. за кмет е избран Иван Панайотов. След него кметове са били: Йордан Петков. От 1 юни 1930 г., Димитър Ат. Кузмов-от 21 юни 1931 г., Никола Ст. Драганов – от 26 януари 1932 г., Петър Власев – от 1 април 1932 г., Никола Панайотов – от 1 март 1933 г., Никола Драганов от 1 юни 1933 г.
През 1934 населението на Крумово е 1168 души. От 1 октомври 1934 г. Крумово е пълномощничество към Катунското сборищно-селско общинско управление (КССОУ) с кмет Атанас Стоилов. През 1935 г. пълномощник е Никола Ил. Дафов. От 1935 г. кмет е Климент Щерев, а от 1938 г.- Никола Ст. Драганов. От 30 октомври 1939 г. кмет е Запрян Щерев. На 1 февруари на негово място е назначен софиянеца Янаки Гунчев, който е свален на 9 септември 1944 г. От тази дата кмет е Янко Янков а от 1 юли 1945 г.- Кирил Д.Гоцев. Същата година се създава ТКЗС в селото с 32 кооператори. На 1 март 1946 г. за кмет е избран Димитър Кузмов. През тази година населението е 1636 жители. От 1 май 1947 г. Крумово се ръководи от Петко Кръстев, а от 1 януари 1949 г. от Георги Д.Аргиров. От 1 ноември 1949 г. до края на 1951 председател е Иван Недков, а през периоди 1952-1956 Петко Добрев. На преброяването през 1956 г. населението е 1540 души, а през 1957-1467. През периода 1957-1959 г. кмет е отново Иван Недков. През 1957 г. започва подмяната на жилищния фонд. От 1959 г. започва и преселническата вълна към Крумово, в резултат на което само за няколко години населението се удвоява. От 1960 г. пълномощник на селото е Васил Добрев, който е към Кукленската община. От 1962 до 1974 г. кмет е Иван Недков. През това време селото е водоснабдено, извършена е нова регулация на улиците, като започва тяхното асфалтиране. Населението през 1965 г. вече се е увеличило на 3114 жители. През 1972 година е построен и търговския комплекс в центъра на селото. Една година по-рано жителите на Крумово са 3132. От 1974 година в продължение на 17 години кмет е Петър Младенов. През 1975 година населението наброява 3779 жители. През 1981 година е построена новата поликлиника, а през 1983 г. сградата на културния дом. През 1984 г. жителите са 4035, а една година по-късно намаляват на 3900. На 19 ноември 1989 година населението тържествено чества 350-годишния юбилей на Крумово. През 1991 г. престава да съществува създаденото преди 46 години ТКЗС. От 1991 година кмет е Александър Карачобанов, а от 1995 – Никола Драганов. През 1999 година за кмет е избран Георги Б. Тодоров, който е преизбран на изборите през 2003 г. На изборите през 2007 година за кмет е избран Георги Костадинов. На 5 ноември 2023 г. за кмет е избран Стоян Минчев. На 7 май 2002 г. тържествено е открит параклиса „Св. Атанасий“. През 2003 година населението на Крумово е 3510, а през 2004 – 3406 жители. В селото има 1017 къщи.

## Население
Численост на населението според преброяванията през годините:
| \| Година на преброяване \| Численост \| \| --------------------- \| --------- \| \| 1934 \| 1168 \| \| 1946 \| 1636 \| \| 1956 \| 1540 \| \| 1965 \| 3114 \| \| 1975 \| 3779 \| \| 1985 \| 3894 \| \| 1992 \| 3670 \| \| 2001 \| 3436 \| \| 2011 \| 3129 \| \| 2021 \| 2868 \| |           |
| Година на преброяване | Численост |
| 1934 | 1168      |
| 1946 | 1636      |
| 1956 | 1540      |
| 1965 | 3114      |
| 1975 | 3779      |
| 1985 | 3894      |
| 1992 | 3670      |
| 2001 | 3436      |
| 2011 | 3129      |
| 2021 | 2868      |

### Етнически състав
Преброяване на населението през 2011 г.
Численост и дял на етническите групи според преброяването на населението през 2011 г.:
|                     | Численост | Дял (в %) |
| Общо                | 3129      | 100.00    |
| Българи             | 2138      | 68.32     |
| Турци               | 0         | 0.00      |
| Цигани              | 7         | 0.22      |
| Други               | 8         | 0.25      |
| Не се самоопределят | 4         | 0.12      |
| Неотговорили        | 972       | 31.06     |

### Възрастова структура
Възрастова структура на населението:
- до 10 г. – 5%
- от 11 до 20 г. – 10%
- от 21 до 40 г. – 27%
- от 41 до 60 г. – 29%
- от 61 до 80 г. – 25%
- над 81 г. – 4%

## Обществени институции
В Крумово има основно училище, детска градина и детски ясли, читалище с библиотека, поликлиника. Към читалището дейност развиват детски хор и детски танцов ансамбъл.

## Културни и природни забележителности
Историята е оставила следи, от които можем да съдим, че районът на Крумовското землище е бил обитаван още от древни времена. Материалните паметници дават основание да приемем, че и тук, както навсякъде по българските земи, първите жители са били траките. Едни от най-значителните са могилите, тоест могилния некропол, наброяващ осем такива в и около селото – „Писаровата могила“ позната от старо време като Орта тепе, „Жалваровата могила“, „Митрова могила“, от която била изровена каменна плоча с размери 1,50 м на 0,60 м., а в „Конска могила“, били намерени останки от подобна такава плоча, според изследователи могилите в и в близост до селото са надгробни могили на древните траки, смята се, че тези плочи са били покриви на каменни саркофази, а най-известни от могилите са „Лисича могила“, която е разкопана от иманяри и „Могилата“, която е в самия център на селото и където са погребани руски войници. През периода 1878 до 1881 година са издигани редица паметници за прослава на руските герои от Освободителната война, такива са издигнати и в Паша махале (Крумово). В подножието на тракийската могила е оформен малък исторически парк, където има три паметника, като единият от тях е на руски генерал. Всяка година на „Празника на незнайния войн“ се поднасят венци.
Втори паметник на древността и безспорен свидетел за връзки с тракозаселници е римския водопровод, прекосяващ местността в края на селото, изграден от печени глинени тръби и големия някогашен извор с течаща вода. Специалисти от Археологическия музей в град Пловдив камегорично определят римския произход на тръби от водопровода, изпратени в музея за анализ.
Третият исторически обект, който привлича вниманието на всеки е „Римския мост“, намиращ се на половин километър северозападно от селото, някога е свързвал крепостния град Филипопол с негови подчинени провинции на югоизток и централната част на Римската империя с далечните и източни владения, а до края на 16 век е служил на керваните от Отоманската империя пътуващи към Одрин и Цариград, има древни останки в „Римския мост“ – гранитни камъни с белези по тях. Историята на тези камъни произлиза от легендата за Крали Марко. Казват, че Крали Марко е минал през местността и е оставил отпечатъци върху тях. На един от големите камъни дълбоко е врязан знак на конско копито, което е прието като безспорна истина, че това е следа от копитото на Крали-Марковия кон, на друг такъв камък е издълбана малка кръгла дупка, където е допирал копието.
В селото има две църкви - „Успение Богородично“ и „Света Троица“. През 2002 година бе възстановен и параклиса „Св. Атанасий“ намиращ се на запад от Крумово. През 2009 година Пловдивски митрополит Николай освещава параклис „Свети архангел Михаил“, който се намира в авиобаза „Крумово“.

## Редовни събития
Събор на 23 септември.

## Личности, свързани с Крумово
Родени в Крумово
- Кольо Николов (1941), писател
- Атанас Недков (1944), дипломат